# Maha Kali
Maha Kali è il terzo EP del gruppo black metal svedese Dissection, pubblicato in sole 1000 copie il 10 novembre 2004 da The End Records. Segna la rinascita della band, causata dalla scarcerazione di Jon Nödtveidt, e il cambio stilistico dal black metal al melodic death metal.

## Tracce
1. Maha Kali – 6:01
2. Unhallowed (Rebirth Version) – 6:06

## Formazione[1]
- Jon Nödtveidt - voce, chitarra
- Set Teitan - chitarra
- Brice Leclercq - basso
- Tomas Asklund - batteria

### Crediti[1]
- Timo Ketola - artwork
- Necrolord - artwork
- Lech Chudon - ingegneria del suono
- Tomas Asklun - ingegneria del suono
- Mikael Hylin - fotografia
- Sam Davis For Lokation - management, booking